# William Carr Lane

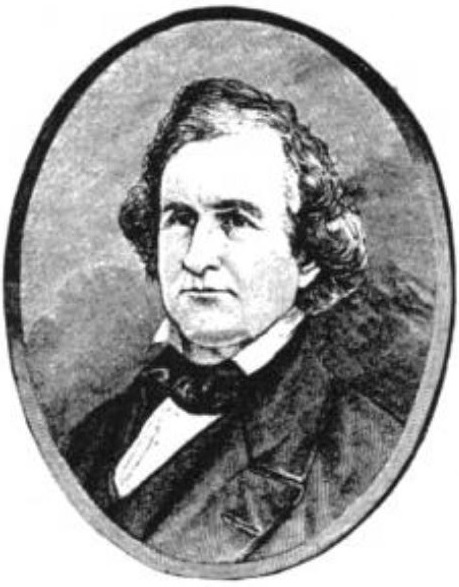
William Carr Lane (1909)

William Carr Lane (* 1. Dezember 1789 im Fayette County, Pennsylvania; † 6. Januar 1863 in St. Louis, Missouri) war ein US-amerikanischer Politiker und von 1852 bis 1853 Gouverneur des New-Mexico-Territoriums.

## Frühe Jahre
William Lane besuchte das Jefferson und das Dickson College in Pennsylvania. Danach studierte er in Louisville in Kentucky Medizin. Anschließend wurde er Militärarzt in der US-Armee. Dort war er seit 1816 im Fort Harrison stationiert. Im Jahr 1818 wurde er in das Fort Bellefontaine, westlich von St. Louis, versetzt. Ein Jahr später schied er aus der Armee aus und eröffnete eine eigene Praxis.

## Politischer Werdegang
Neben seiner Tätigkeit als Arzt war Lane auch als Mitglied der Whigs in der Politik aktiv. Zwischen 1823 und 1829 sowie nochmals von 1837 bis 1840 war er Bürgermeister von St. Louis. Bei seinem Amtsantritt hatte die Stadt etwa 4000 Einwohner. In seiner Zeit wurde das Gesundheitssystem verbessert; die öffentlichen Schulen der Stadt wurden eingerichtet und die Straßen gepflastert. Damals wurde in St. Louis auch das erste Rathaus errichtet. Nach seiner Zeit als Bürgermeister war er weiterhin als Arzt tätig.
Im Jahr 1852 wurde Lane von Präsident Millard Fillmore zum Territorialgouverneur von New Mexico ernannt. Dieses Amt übte er nur ein Jahr lang aus. Danach kehrte er nach St. Louis zurück, wo er weiter als Arzt arbeitete. Dort ist er im Januar 1863 auch verstorben. William Lane war seit 1818 mit Mary Ewing verheiratet, mit der er drei Kinder hatte.